# 似骄球孢虫
似骄球孢虫（学名：Sphaerospora toxabramis）为球孢科球孢虫属的动物。在中国，分布于浙江等，营寄生生活，寄生在似骄的卵巢。